# Oxa-
| Verwendung der Vorsilbe Oxa- in der chemischen Nomenklatur |
| 3,5,9-Oxa-1-undecanamin enthält in den Positionen 3, 5 und 9 der Stammverbindung 1-Undecanamin Sauerstoffatome, die jeweils eine Methylengruppe – CH2 – ersetzen. |
| Zum Vergleich die Stammverbindung 1-Undecanamin. |

Oxa- (von lateinisch oxygenium ‚Sauerstoff‘) ist ein Präfix, der bei chemischen Verbindungen verwendet wird, in denen ein Kohlenstoff-Atom durch ein Sauerstoff-Atome ersetzt wurde. Die dem Namen vorangestellte Ziffer gibt an, welches Kohlenstoff-Atom ersetzt wurde.

## Beispiele
- Benennung von Ethern wie z. B. 3,5,9-Oxa-1-undecanamin
- Benennung von Sauerstoff-Heterocyclen nach dem Hantzsch-Widman-System wie z. B.  9-Oxaanthracen (Xanthen)